# National Semiconductor
National Semiconductor (meist kurz als ‚National‘ bezeichnet) war ein US-amerikanischer Hersteller von integrierten Schaltungen. Das Unternehmen hatte seinen Stammsitz in Santa Clara (Kalifornien/USA). Im Herbst 2011 wurde es von Texas Instruments übernommen.

## Geschichte
National wurde am 27. Mai 1959 durch mehrere Ingenieure, die von der Sperry Rand Corporation kamen, in Danbury (Connecticut) gegründet. 1967 wurde der Hauptsitz ins kalifornische Santa Clara verlegt. Im Laufe der Jahre kaufte National mehrere andere Unternehmen auf, beispielsweise Fairchild Semiconductor 1987 und Cyrix im Jahr 1997. Da man sich aber mehr und mehr auf Analogtechnik ausrichtete, wurden diese Firmen mit der Zeit wieder ausgegliedert. Nachdem Fairchild Semiconductor 1997 wieder zu einem separaten Unternehmen gemacht worden war, verkaufte man die Cyrix Microprocessors Division im Jahr 1999 an das taiwanesische Unternehmen VIA Technologies. 2002 folgte der Verkauf der Information Appliance Division von National an AMD. Weitere Geschäftsbereiche hauptsächlich digitaler Natur, zum Beispiel Wireless-Chipsätze, Bildsensoren und I/O-Chipsätze für PCs, wurden entweder eingestellt oder verkauft. Man hatte dabei als Ziel im Auge, National als Anbieter analoger Halbleiterbausteine zu positionieren. Am 23. September 2011 wurde National von Texas Instruments für 6,5 Mrd. $ übernommen.

## Produkte

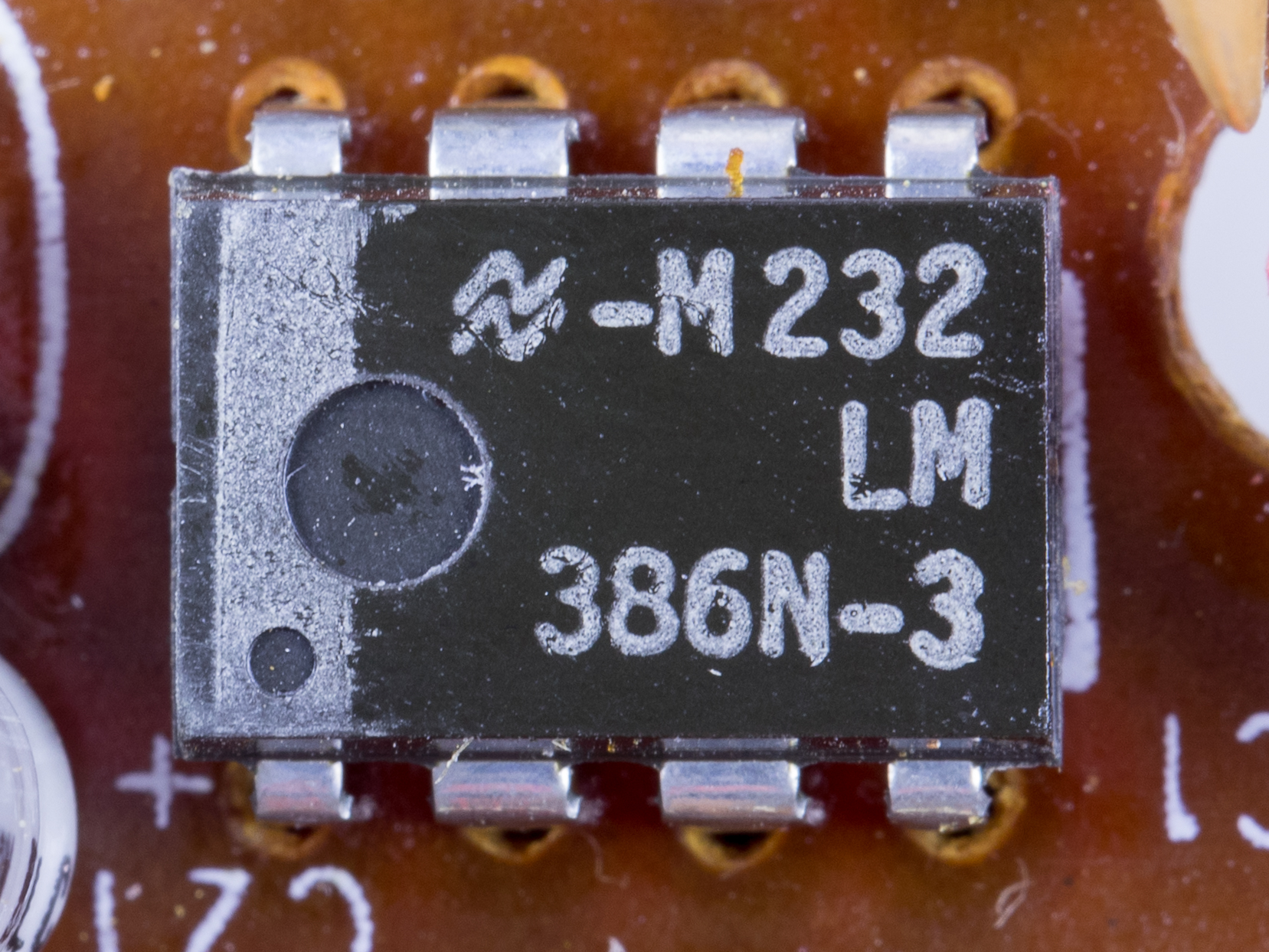
Audio-Endverstärker für niedrige Betriebsspannung LM386 von National Semiconductor

Das Produkt-Portfolio von National Semiconductor umfasste vor der Übernahme durch TI u. a. Produkte aus den Bereichen Power-Management, Audio- und Operationsverstärker, Kommunikationsschnittstellen-Produkte, Sensoren und Datenwandler. Diese Produkte werden jetzt in das Produktspektrum von TI integriert, dabei verschwindet der Name National Semiconductor bei Produktaktualisierungen.
Vor der Konzentration auf analoge Halbleiter hatte National auch digitale Bauelemente wie Logikbausteine, Speicher und Mikroprozessoren (NS320xx, SC/MP, Geode) im Programm.

## Standorte
Fertigungsstätten von National befanden sich zuletzt in South Portland (USA), in Greenock (Schottland) und Malakka (Malaysia), andere in Arlington (USA) und Suzhou (China) waren bereits 2009 geschlossen worden. Gut die Hälfte der 18 Entwicklungszentren befanden sich in den USA, der Rest in Europa und Asien. Die Europa-Zentrale des Unternehmens war in Deutschland (Fürstenfeldbruck) angesiedelt.